# Garbage plate

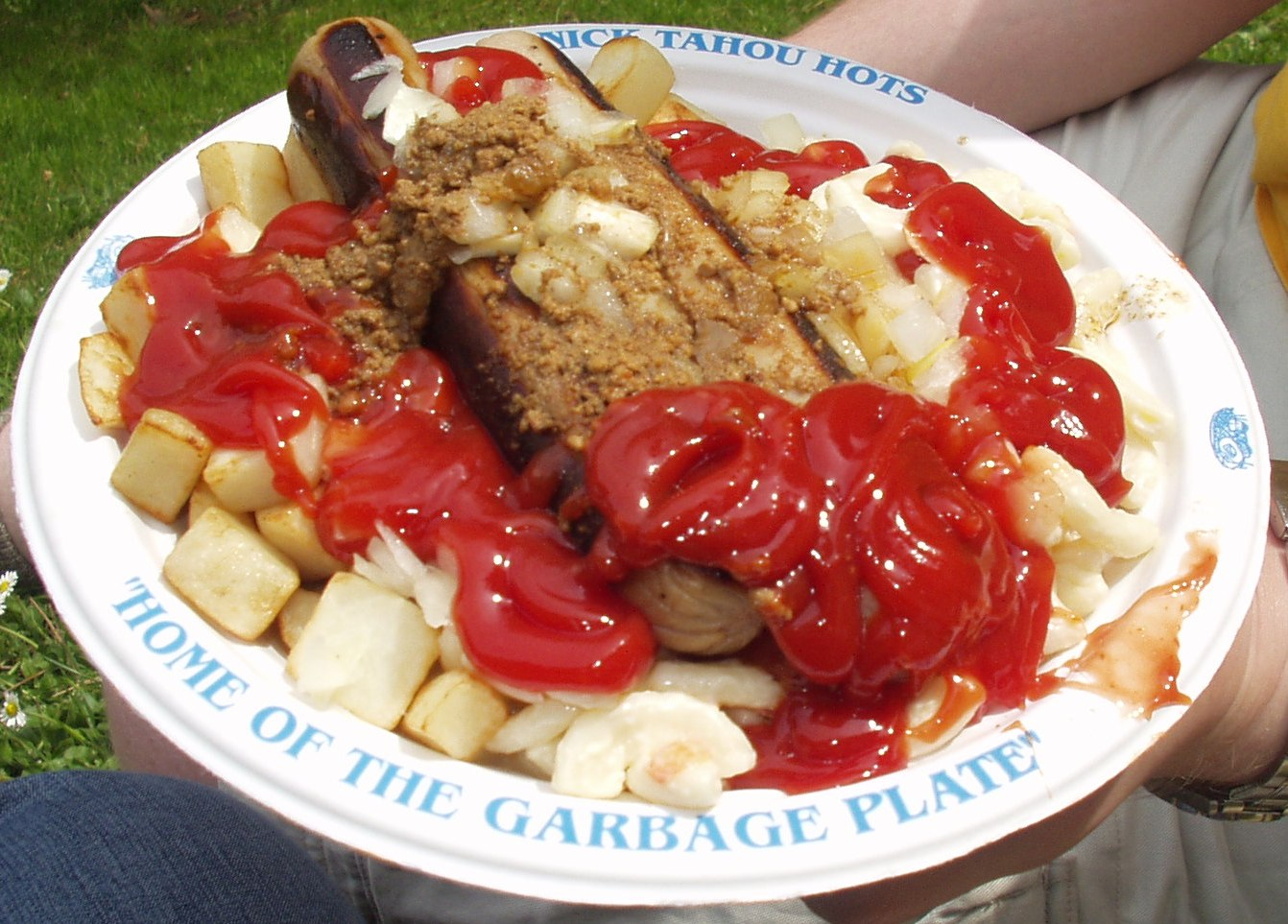
Plato con los contenidos de un white Garbage Plate.

El garbage plate (literalmente plato de basura) es un plato típico de Rochester (Nueva York) conocido por la cadena Nick Tahou Hots fundada por Nick Tahou que murió en el año 1997 tras haber mantenido el negocio durante casi 50 años. Hizo que su plato se copiara en muchos lugares debido al éxito de su plato y a la alta demanda. 

## Características
Un garbage plate es una combinación desorganizada de ingredientes (hamburguesa con queso, hamburguesa, un filete, un hotdog, un white hot, salchicha italiana, tiras de pollo, pescado, jamón frito, queso en grill, o huevos), que son colocados en la parte superior junto con un acompañamiento: patata asada, papas fritas, baked beans, o ensalada de macarrones. En la parte superior se suele poner mostaza y cebollas y el ingrediente especial: la "salsa picante" Nick's - una salsa muy condimentada que contiene carne picada. El garbage plate viene también con pan al estilo italiano y mantequilla. La mayoría de los comensales emplean como salsas kétchup, mostaza o una salsa picante, en particular la Frank's Red Hot. La A1 Steak Sauce se emplea también. 

## Concurso anual
Desde 1999, el restaurante Red's Eats organiza cada 4 de julio un concurso de comer garbage plate. El rochesterino Kylie Steinhilber es el actual campeón del concurso y en 2014 ganó luego de comer 7,71 kg (17 libras) de este plato en 10 minutos.[cita requerida]